# Ringlemerekoppen

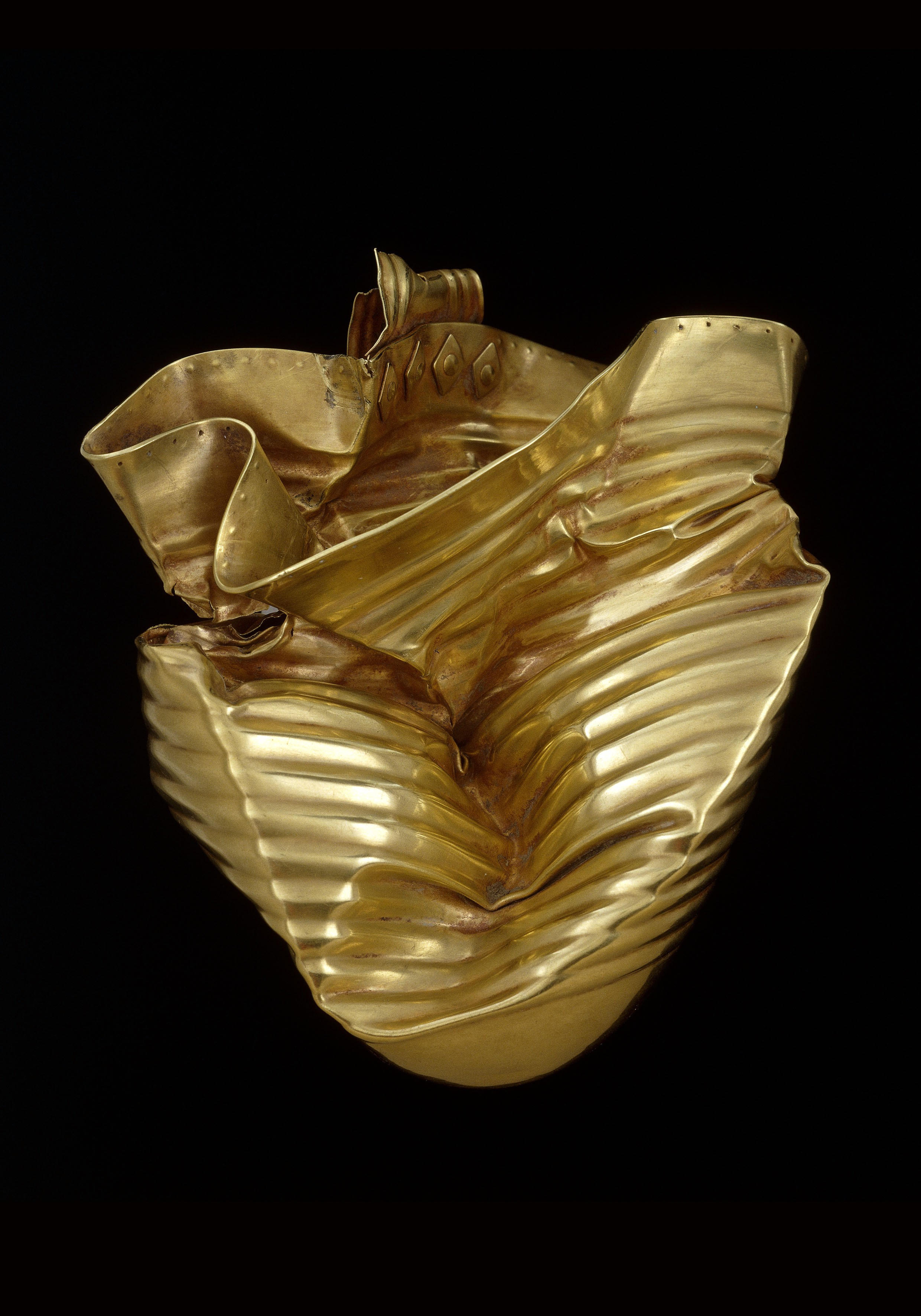
Bild på koppen tagen 2003.

Ringlemerekoppen är en guldbehållare från bronsåldern som upptäcktes i ett arkeologiskt gravröse kallat Ringlemere nära Sandwich i Kent år 2001 av arkeologen och metalldetektoristen Cliff Bradshaw. Även om den nyligen skadats allvarligt av plöjning tror man att den har varit 14 centimeter hög med korrugerade sidor. Idag är den dock bara 11,2 centimeter hög. Dess vikt uppgår till 184 gram.
Koppen liknar en sen neolitisk, det vill säga runt 2300 f.Kr., keramikbägare från stridsyxekulturens typiska dekorationer. Den är dock daterad till en mycket senare period, någonstans mellan 1700 f.Kr. och 1500 f.Kr. under bronsåldern. Enbart fem liknande koppar har hittats i Europa, alla från samma period (1700-1500 f.Kr.). Koppen liknar Rillaton gold cup som hittades i Cornwall 1837.

## Historia
Man tror inte att koppen var ett gravgods utan att det var en votivgåva oberoende av all begravning, som placerats i gravrösets centrum mellan 1700 och 1500 f.Kr. Inga samtida begravningar har i själva verket hittats i området, även om man har hittat sådana från den senare järnåldern, tillsammans med en saxisk begravningsplats.[källa behövs]

## Upptäckt
I november 2001 rapporterade Cliff Bradshaw ett fynd i ett fält i Ringlemere, Woodnesborough, östra Kent. Fyndet utgjorde det andra av sitt slag i Storbritannien, och är ett av fem liknande fynd som har hittats i hela Europa. Fyndet hade han hittat genom att hans metalldetektor gav ifrån sig ett ljud som nära på överträffade hans redskaps gräns för upptäckt. Signalens källa var ett sällsynt exemplar av en guldkopp från den tidigare bronsåldern. Fyndet var ett av två från hela landet. Omedelbart uppföljde han fyndet med den sedvanliga proceduren. Han anmälde fyndet till den lokala rättsläkaren som en potentiell skatt under Treasure Act 1996, samt till programmet Portable Antiquities Scheme. Han kontaktade vidare Michael Lewis, den lokala fyndsamordnaren, för att undersöka hela området. En utgrävning genomfördes som en följd av detta under ledning av Keith Parfitt. Som ett resultat av procedurerna förklarades fyndet som en skatt år 2002.

## Fyndet

### Utseende och placering
Fyndet är en behållare av guld från bronsåldern, mellan 1700- och 1500 f.Kr. Den har ett remhandtag som satts fast med nitar med rombformade brickor. Den har korrugerade dekorationer på sin kropp. En rad med prickar är stansade strax under behållarens utsidas fals. Den tillverkades förmodligen i ett stycke och hamrades till parallella korrugationer på längden. Den plana, koniska, rundade basen har märken från hammare som syns i visst ljus. Det enda handtaget är fastnitat på den s-formade kroppen.
När den upptäcktes var den väldigt krossad. Det kan ha varit ett resultat av jordbruksmaskiner, som även kan ha dragit koppen från dess ursprungliga plats. Utöver detta är den dock fortfarande komplett och intakt. Den är något större än Ringletonkoppen, vilka tillsammans undersöktes av British Museum. I dess tillstånd är den ungefär 112 mm hög och 10,5 centimeter bred, samt består till stor del av guld. Från början var den dock förmodligen 140 mm hög, och med en vikt på 184 gram. Det finns olika anledningar till att koppen hamnade där den hamnade, inuti ett gravröse; antingen att den drogs dit av jordbruksmaskiner och grävdes ned från dess ursprungliga plats på den gamla markytan, eller att den sattes in i en existerande kulle i närheten av var den fanns.

### Försäljning och vidare utgrävning
British Museum köpte koppen för 270 000 pund. Pengarna delades upp mellan Bradshaw och ägarna till den gård i Ringlemere där den fanns, vid namn Smith. Pengarna för att säkra koppen för landet samlades in genom donationer från Heritage Lottery Fund, National Art Collections Fund och The British Museum Friends.[källa behövs] Efter upptäckandet arbetade ett arkeologlag under ledning av "Canterbury Arhaelogical Trust" tillsammans med British Museum med att gräva ut kring fyndplatsen. Arbetet har avslöjat ett tidigare helt okänt begravningsområdeskomplex från den tidiga bronsåldern, runt 2300 f.Kr. Det antas därför att den svårt krossade behållaren av något senare datum fördrevs från sin ursprungliga grav av moderna jordbruksmaskiner, även om detta fortfarande måste bevisas.

### Respons
Koppen var nummer tio på listan över brittiska arkeologiska fynd av experter vid British Museum för BBC-programmet Our Top Ten Treasures från 2003, som innehöll en intervju med Bradshaw. Från 14 maj 2004 till 13 januari 2006 fanns koppen i museets utställning, "Buried Treasure", rörande skattgömmor, både på museet själv och andra ställen som den besökte, såsom National Museum & Gallery of Wales i Cardiff, Manchester Museum, the Hancock Museum i Newcastle upon Tyne, och Norwich Castle Museum & Art Gallery. När den återvände till London syntes den tillfälligt i British Museums andra rum, tillsammans med Rillatonkoppen, till den 17 oktober 2006. Från den dagen till 26 februari 2007 visades den tillfälligt i Dover Museum, närmare dess fyndplats, och är nu tillbaka i de förhistoriska galleriorna i British Museum.[källa behövs]

### Arv
Det oväntade fyndet har resulterat i insikter i den europeiska förhistorien. Den ses som ett bevis på guldarbetarnas kunskaper under den tidiga bronsålderns senare del. Den håller speciellt på handelsnätverket och andra kopplingar som tillät idéer såväl som gods att färdas långa vägar under den tidiga kopparstenåldern. Då den har multipla horisontella korrugationer och är gjord från metallplåtar drar man paralleller till rillatonkoppen som hittades i Cornwall under 1800-talets början.